# Коклюй
Коклюй — упразднённый посёлок в Икрянинском районе Астраханской области России. Входил в состав Чулпанского сельсовета. Исключен из учётных данных в 1999 г.

## География
Посёлок располагался на протоке Коклюй рукава Старая Волга, в 7 км к востоку от села Чулпан, центра сельской администрации.
Климат умеренный, резко континентальный. Характеризуется высокими температурами летом и низкими — зимой, малым количеством осадков, а также большими годовыми и летними суточными амплитудами температуры воздуха.

## История
Посёлок возник как рыбный промысел Коклюйский. Официально зарегистрирован в 1951 году в составе Чулпанского сельсовета. Исключен из учётных данных законом Астраханского облсобрания от 5 февраля 1999 года.